# Parentes
Parenteser (både (), [], {} og 〈〉) bruges i tegnsætning, matematik, datalogi og wiki til en lang række formål.
I retorisk sammenhæng bruges udtrykket en parentes om en indskudt (ofte lidt drilsk) bemærkning, der ikke egentlig indgår i argumentationen, men derimod omhandler en supplerende bemærkning. Man kan f.eks. sige sådan noget som: "I parentes bemærket, så har regeringen allerede gjort adskilligt, netop ... osv. osv." eller "I parentes bemærket, så er det et ubestrideligt faktum, at ... osv. osv." 

## Typer
De er 4 grundlæggende typer parenteser – hvert par med hver deres anvendelse og (øge)navne:
()Almindelige (runde) parenteser
[](Fir)kantede parenteser, klammer, brackets (fra engelsk)
{}Krøllede parenteser, tuborgklammer, krøllede klammer, kapsler,  curly brackets, braces, akkolade
〈〉Vinkelparenteser, vinkelklammer, angle brackets

## Brug i tegnsætning
I dansk tegnsætning bruges nogle typer parenteser mere end andre. Især de krøllede bruges kun meget sparsomt.

### Runde parenteser
Runde parenteser bruges ofte til at indskyde forklaringer:
Margrethe II (Danmarks dronning) ankom til kirken.
Hele sætninger kan også indskydes:
Frank Grevil (efterretningsofficeren, der offentliggjorde hemmelige dokumenter) ankom også til kirken.
Et sådant indskud ville også kunne laves ved bruges af tankestreger eller kommaer. I sidstnævnte eksempel ses det, at tegnsætningen i parenteserne er uafhængige af tegnsætningen udenfor.
Ligeledes bruges parenteserne til at angive partitilhørsforhold:
Anders Fogh Rasmussen (V) ankom lidt senere til kirken.

### Kantede parenteser
Firkantede parenteser bruges ofte i citater til at markere udeladte passager eller specificere nærmere detaljer:
Han gik hen til bageren, [...], for at købe brød.
Her er en indskudt sætning, der ikke er betydningsfuld for citatet i denne kontekst, udeladt. I dens sted er placeret nogle udeladelsesprikker omkranset af firkantede parenteser.
I det følgende præciseres et personligt stedord, da det ude af kontekst (som citatet jo er) kan være svært at tolke:
Ja, jeg troede jeg kunne vinde over ham [Andre Agassi], men den gik ikke.

### Krøllede parenteser
Se også særskilt artikel: tuborgklamme
Krøllede parenteser bruges så godt som aldrig i tegnsætning i almindeligt dansk.

### Vinkelparenteser
Vinkelparenteser bruges nogle gange som citationstegn, hvis de "rigtige" citationstegn (‹, ›) ikke er tilgængelige:
Han sagde:
› Lad der blive lys! ‹
Eller eventuelt den dobbelte variant («, »):
Han sagde derefter:
» Lad der blive duft! «

## Brug i matematik
Parenteser i matematik markerer, at det der står inde i parentesen, skal regnes ud før andet. Et eksempel på det kunne være: 
{\displaystyle 2\cdot (2+3)=10}
Hvis man fjernede parentesen, ville resultatet blive 7 i stedet for 10
{\displaystyle 2\cdot 2+3=7}
idet multiplikation udregnes før addition, når der ikke er angivet parenteser (regnearternes hierarki). Hvis mange parenteser står inden i hinanden, kan man veksle mellem parenteser af forskellig form.
Ved angivelse af mængder på listeform anvendes tuborgklammer som i følgende eksempler.
Fuldstændig listeform: {\displaystyle M=\{1,2,3,4,5,6,7,8,9\}}
Ufuldstændig listeform (her med brug af udeladelsesprikker):
{\displaystyle M=\{1,2,3,...,9\}}
Klammer bruges ofte til at angive intervaller: 
Lukket interval: {\displaystyle [2;5]}.
Åbent interval: {\displaystyle ]2;5[}.
I udlandet er det mest almindeligt at bruge runde parenteser til angivelse af åbne intervaller.
Vinkelparenteser bruges særligt i matematisk fysik til betegne indre produkt {\displaystyle <{\vec {u}}\mid {\vec {v}}>}.

## Brug i datalogi
Parenteser, klammer og tuborgklammer findes på et tastatur. De bruges også i programmering på forskellig vis.

### Tegnsæt
Runde, firkantede og krøllede parenteser findes i ASCII-tegnsættet – og har derfor de samme koder Unicode. Vinkelparenteser findes kun i Unicode, men kan erstattes af større end- og mindre end-tegn ( <> ), der findes i ASCII:
|                            | Start-parentes | Slut-parentes | Start i ASCII | Slut i ASCII | Start i Unicode | Slut i Unicode |
| -------------------------- | -------------- | ------------- | ------------- | ------------ | --------------- | -------------- |
| Runde                      | (              | )             | 40            | 41           | U+0028          | U+0029         |
| Firkantede                 | [              | ]             | 91            | 93           | U+005B          | U+005D         |
| Krøllede                   | {              | }             | 123           | 125          | U+007B          | U+007D         |
| Vinkler                    | 〈             | 〉            |               |              | U+2329          | U+232A         |
| Større end/mindre end      | <              | >             | 60            | 62           | U+003C          | U+003E         |
| Mathematical angle bracket | ⟨              | ⟩             |               |              | U+27E8          | U+27E9         |
| Angle bracket              | 〈             | 〉            |               |              | U+3008          | U+3009         |
| Curved angle bracket       | ⧼              | ⧽             |               |              | U+29FC          | U+29FD         |

Tekst mangler

## Brug i wiki
I denne MediaWiki og i andre wikier bruges parenteser til at linke eller inkludere sider.
Læs mere om, hvordan du redigerer en side.

### Firkantede parenteser
Klammer bruges til at lave henvisninger til interne eller eksterne sider.
Et enkelt sæt klammer bruges til at lave links til en ekstern URL:
```
[https://www.google.dk Gå til Googles hjemmeside]
```

Bliver til:
Gå til Googles hjemmeside
Dobbelte klammer laver interne links til andre Wikipedia-sider (eller sider i et af søsterprojekterne):
```
Jeg vil gerne være [[statsminister]].
```

Bliver til:
Jeg vil gerne være statsminister.

### Krøllede parenteser
Tuborgklammer bruges til at inkludere en side. For eksempel er skabelonen til højre med alle tegnene inkluderet som:
```
{{Tegn}}
```

Hvilket automatisk inkluderer skabelonen, der ligger i Skabelon:Tegn.